# Frankfurt am Main Stadion
Frankfurt Stadion – stacja kolejowa we Frankfurcie nad Menem, w kraju związkowym Hesja, w Niemczech. Stacja znajduje się w pobliżu Deutsche Bank Park. Znajdują się tu 4 perony.